# Philipp Veit
Philipp Veit (født 13. februar 1793 i Berlin i Tyskland, død 18. december 1877) var en tysk maler. Hans mest kendte maleri var Germania.